# 기억 저편의 그늘
《기억 저편의 그늘》는 1996년 5월 17일에 방영된 MBC 베스트극장이다.

## 줄거리
어린 영식은 대를 잇기 위해 큰아버지댁에 양자로 보내지는데, 윤택한 현재의 생활에 적응하면서 가난했던 과거를 점차 잊고 촉망받는 청년으로 성장한다. 영식은 갑자기 친부의 별세 소식을 듣고 내키지 않는 마음으로 고행집에 가지만, 이방인 같은 느낌과 동생들의 냉대 때문에 영전에 절만 올리고 서둘러 집을 나서는데 어머니가 붙잡는다.

## 등장 인물
- 박찬환
- 정명환
- 남성훈
- 이원종